# Zakapyccie (stacja kolejowa)
Zakapyccie (biał. Закапыцце, ros. Закопытье) – stacja kolejowa w rejonie dobruskim, w obwodzie homelskim, na Białorusi. Najbliższą miejscowością jest leżąca 4,8 km od stacji Sieliszcza 1. Stacja położona jest na linii Briańsk - Homel. Jest pierwszą stacją tej linii leżącą na Białorusi.
Nazwa pochodzi od zlikwidowanego 27 czerwca 2008 osiedla Zakapyccie, które zlokalizowane było przy stacji.
Obecnie ze stacji nie jest prowadzony ruch pasażerski.